# 랑나르 그라니트
랑나르 아르투르 그라니트(Ragnar Arthur Granit, ForMemRS, 1900년 10월 30일 ~ 1991년 3월 12일)는 핀란드 대공국 출신의 스웨덴 생리학자이다. 1967년에 시각의 생리·화학적 과정을 발견한 공로로 핼던 케퍼 하틀라인, 조지 월드와 함께 노벨 생리학·의학상을 수상했다.

## 수상 경력
- 1967년 : 노벨 생리학·의학상

## 회원
- 1960년 : 왕립학회 외국인 회원[1]